# Immanuel-Kant-Gymnasium Tuttlingen
Das Immanuel-Kant-Gymnasium ist eines von zwei allgemeinbildenden Gymnasien in Tuttlingen. Es wurde nach dem Philosophen Immanuel Kant (1724–1804) benannt. Die Schule wird momentan von ca. 800 Schülern besucht, die derzeit von 74 Lehrkräften unterrichtet werden (Stand Juni 2019). Die Schüler kommen aus Tuttlingen und aus einem großen Einzugsgebiet des Umlandes.

## Bildungsweg
Die Profilwahl besteht zwischen einem musischen, einem sprachlichen und einem naturwissenschaftlichen Profil. Für Unterstufenschüler wird eine Ganztagsbetreuung angeboten.
In dem Schuljahr 2004/2005 wurde am IKG ab der fünften Klasse das achtjährige Gymnasium eingeführt. Ebenfalls ab der fünften Klasse wird das Musikprofil angeboten. In der sechsten Klasse besteht die Möglichkeit, den bilingualen Zug zu wählen, im Rahmen dessen der Unterricht in den Nebenfächern – je nach Klassenstufe Geschichte, Geographie oder Biologie – auf Englisch abläuft. Außerdem kann man in Klasse 6 zwischen den Pflichtfremdsprachen Latein und Französisch wählen; wobei diesbezüglich der Unterricht in Klasse 10 in das Latinum bzw. das Sprachniveau B1 mündet. In Klasse 8 wird das fünfte Hauptfach gewählt, welches bis zur zehnten Klasse als Hauptfach gewertet wird. Es besteht die Möglichkeit, zwischen der dritten Fremdsprache Spanisch, Musik und dem naturwissenschaftlichen Profil (NWT) zu wählen.

## Schüleraustausch
Ab Klasse 7 werden ein Austausch in die französische Partnerstadt Draguignan und nach Bex (französische Schweiz) beziehungsweise Fahrten nach Hastings (England), Assisi (Italien), Madrid (Spanien), Port Orchard (USA) oder Powell River (Kanada) angeboten.

## Geschichte
1911 wurde die Realschule mit angegliedertem Realprogymnasium aus der Latein- und Realanstalt gegründet. Der neue Name bedeutete auch die Eingliederung des Lateinischen in die Realschule. Nach dem Ersten Weltkrieg wurde der geplante Ausbau zur Vollanstalt aus finanziellen Gründen durch die Ministerialabteilung der Schulen abgelehnt. 1919 folgte die Einführung der neuen siebten Klassen, kurz darauf (1925/26) die Einführung der achten und neunten Klassen. Daraufhin wurde die Schule in „Oberrealschule mit Städtischer Oberklasse“ umbenannt. 1929 wurde das erste Abitur in Tuttlingen abgenommen. 1938 feierte die Oberschule das 100-jährige Jubiläum.
Nach der Zerstörung im Zweiten Weltkrieg erfolgte eine Wiedereröffnung bereits im Jahr 1945. 1953 wurde die Schule offiziell als Gymnasium mit neun Lehrjahren anerkannt. Daraufhin wurde 1959 der geplante Schulumbau sowie eine Partnerschaft mit Bex beschlossen. In den 1960er Jahren wurde in Tuttlingen mit den Einrichtungen eines Sprachlabors, einer Versuchsschule für Sexualerziehung und der ersten „Raucherecke“ bundesweites Aufsehen erregt.
1968 gestaltete der Bildhauer Roland Martin, der 1946 an der Oberschule Tuttlingen sein Abitur abgelegt hatte, zwei Knaben-Statuen in der Gefallenen-Gedenkhalle zur Erinnerung an die im Zweiten Weltkrieg gefallenen Schüler und Lehrer der Schule.
Das Gymnasium in seiner heutigen Form mit dem Gebäude im Mühlenweg 15 existiert seit dem Jahr 1967. Es folgte die Teilung der Gymnasien und ein Namensstreit, der erst 1978 mit der Festlegung der Namen Immanuel-Kant-Gymnasium und Otto-Hahn-Gymnasium beigelegt wurde. Seitdem bestehen auch die Kooperationen der Leistungskurse und Schüleraustausche sowie der gemeinsame Chor und das Orchester.
Der schulfreie Samstag wurde gemeinsam mit 300 anderen Gymnasien 1995 durchgesetzt. 1996 wurde das achtjährige Gymnasium erstmals abgelehnt, jedoch das naturwissenschaftliche Profil eingeführt. In den Folgejahren wurden die Rechtschreibreform, die Seminarkurse und der Wintersporttag eingeführt. Im Schuljahr 1999/2000 stimmten die Gymnasien dann für die zweite Sanierung der Gebäude, die bis 2003 andauerte. In diesem Jahr folgte dann auch die nächste Oberstufenreform, sowie der Vorläufer des Sozialpraktikums, „Soziales Lernen“. Der Unterricht wurde zu Beginn des neuen Jahrtausends mehreren Unterrichtsreformen unterzogen, was auch zur Planung des „Haus der Schüler“ führte. Im Schuljahr 2012/2013 folgte die Einführung des Musikprofils sowie 2013/2014 der bilinguale Zug. 2016/2017 wurde ein Leitbildbaum erarbeitet, eine Vorbereitungsklasse für ausländische Schüler eingeführt (die sogenannte „Weltklasse“) und der neue Bildungsplan durchgesetzt. Ab dem Schuljahr 2019/2020 finden umfangreiche Umbaumaßnahmen statt.

## Projekte und Events
Die Schule bietet zahlreiche weitere Projekte und Veranstaltungen an, wie z. B. Konzertaufführungen von Chor, Orchester und Big-Band der Schule, Musicalaufführungen, naturwissenschaftliche Wettbewerbe und verschiedene Sportveranstaltungen und sportliche Wettbewerbe.

## Ehemalige Schüler
- Edmund Stark (1909–2004), Staatsanwalt am Volksgerichtshof, Landgerichtsdirektor in der Bundesrepublik
- Roland Martin (* 1927), Bildhauer[5]
- Gordon November (* 1985), Musiker